# Гарсия, Хуан Франсиско
Хуа́н Франси́ско Гарси́я (исп. Juan Francisco Garcia; род. 15 июля 1976, Рафельбуньоль или Валенсия), более известный как Хуанфра́н — испанский футболист, защитник; тренер. Выступал за сборную Испании.

## Биография

### Клубная карьера
Начал футбольную карьеру в клубе «Леванте», где привлёк к себе внимание одного из сильнейшего клуба Испании «Валенсии». В 1997 году Хуанфран подписал с «Валенсией» контракт на три года. Дебют Хуанфрана в чемпионате Испании за «Валенсию» состоялся 31 августа 1997 года против «Мальорки», который завершился поражением «Валенсии» со счётом 1:2. В общей сложности Хуан провёл 50 матчей за «Валенсию», а также стал обладателем Кубка Испании 1999 года.
В 1999 году Хуанфран перешёл в «Сельту» из Виго, сумма трансфера составила 4 млн евро Хуанфран сразу стал неоспоримым игроком обороны «Сельты», проведя в первом сезоне 27 матчей и забив 2 мяча, а также став обладателем Кубка Интертото 2000 года. Всего за «Сельту» Хуанфран провёл 126 матчей и забил 5 мячей, после того как «Сельта» в сезоне 2003/04 покинула чемпионат Испании, Хуанфран перешёл в турецкий «Бешикташ». В «Бешикташе» Хуан провёл один сезон, сыграв 13 матчей и забив 1 гол. В 2005 году Хуанфран был отдан в аренду нидерландскому клубу «Аякс» из Амстердама.
В составе «Аякса» Хуанфран стал обладателем Кубка Нидерландов в 2006 году, всего за амстердамский клуб Хуан провёл 16 матчей. После возвращения из аренды Хуанфран договорился с «Бешикташем» о расторжении договора и перешёл на правах свободного агента в испанскую «Сарагосу», где в течение двух сезонов был основным игроком обороны клуба. В сезоне 2007/08 «Сарагоса» отправилась во второй испанский дивизион, а Хуанфран перешёл в греческий АЕК, подписав 30 июля 2008 года контракт на два года.

### Карьера в сборной
Хуанфран в составе олимпийской сборной Испании стал в 2000 году серебряным призёром олимпийских игр в Сиднее.
В национальной сборной Испании Хуанфран дебютировал 29 марта 2000 год в товарищеском матче против сборной Италии. В 2002 году Хуан был включён в состав сборной на чемпионат мира 2002, который проходил в Японии и Южной Кореи. На чемпионате мира Хуанфран сыграл три матча, а его сборная дошла до 1/4 финала, в котором уступила сборной Южной Кореи в серии пенальти со счётом 3:5. Всего Хунфран провёл 13 матчей и забил 1 гол за сборную. Свой последний матч за сборную Хуан провёл 11 июня 2003 года в отборочном матче к чемпионату Европы 2004 против сборной Северной Ирландии, который завершился со счётом 0:0

## Достижения
- Обладатель Кубка Испании: 1998/99
- Обладатель Кубка Интертото: 2000
- Обладатель Кубка Нидерландов: 2005/06
- Серебряный призёр Олимпийских игр 2000